# Manuel Enrique Pérez Díaz
Manuel Enrique Pérez Díaz (* 6. Juli 1911; † 31. Mai 1984) war ein venezolanischer Gitarrist, Komponist und Musikpädagoge.
Pérez trat als Komponist vor allem mit Werken für Gitarre und Liedern mit Gitarrenbegleitung hervor. Mit Antonio Lauro, Eduardo Serrano und Marco Tulio Maristani bildete er Los Cantores del Trópico, die in den 1940er Jahren durch Kolumbien, Ecuador, Peru, Chile und Argentinien tourten. In Caracas unterrichtete er ab 1960 als Nachfolger von Raúl Borges an der Escuela de Música y Declamación klassische Gitarre. Zu seinen Schülern zählten Francisco Zapata Bello, Alexandro Rodríguez, Juan Luis Torres, Leopoldo Igarza, Valmore Nieves und Felipe Montagutelli. Díaz war mit der Schauspielerin Amalia Pérez Díaz verheiratet.